# حسان بن زراري
حسان بن زراري: فنان وممثل سينمائي ومسرحي جزائري مشهور ولد في مدينة قسنطينة بالشرق الجزائري، قلده رئيس الجمهورية الجزائري بوسام الشرف الجزائري لكامل مشواره

## مشواره الفني
تقمص عدة أدوار عبر مسيرته الفنية في مسرح قسنطينة الجهوي أو عبر محطة التلفزيون بقسنطينة.

### في السينما
- 2018 ريح رباني لمرزاق علواش
- 2016 مونتريال البيضاء
- 2015 عزيب زموم لفاطمة الزهرة زموم [2]
- 2015 لأحمد راشد
- 2014 أبواب الشمس : الجزائر للأبد
- 2012 التائب
- 2012 فضل الليل على النهار لألكساندر أركادي
- 2008 البذرة 2
- 2007 ناس الحومة لعمار محسن
- 2005 باب الواب
- 1975 وقائع سنين الجمر لمحمد الأخضر حمينة
- 1971 دورية نحو الشرق لعمار العسكري

### في التلفزيون
- ناس ملاح سيتي (في الأجزاء الثلاثة)
- مفترق الطرق لمخرجه حسن ياسف
- أعصاب وأوتار.
- بابور دزاير
- جحا
- ريح تور
- بيتنا
- الدامة

### في المسرح
- - الحوات والقصر: المقتبسة من رواية الطاهر وطار
- - عرس الذيب: لعمار محسن[3]